# Mariem Bouselmati
Mariem Bouselmati est une femme politique belge d'origine marocaine, née en 1966 à Bruxelles et assistante sociale de formation.

## Conseillère communale, puis échevine, Ecolo
Elle est élue aux élections communales d'octobre 1994 sur la liste Ecolo (3 sièges) à Molenbeek-Saint-Jean, elle reste l'unique élue allochtone de cette assemblée jusqu'aux élections suivantes en 2000, à la suite desquelles elle est réélue, dans une assemblée comptant désormais 10 élus d'origine marocaine (dont 6 PS, 2 Ecolo, 1 CVP et 1 PRL) sur 41, et devient échevine du commerce, de la promotion de l'emploi et de l'énergie, deux autres élus (PS) de même origine devenant également échevins. Elle a également été candidate, sans succès, à diverses élections législatives, fédérales et régionales.

## Controverse autour de son couvre-chef
Elle a attiré l'attention de certains politiciens et journalistes parce qu'elle porte un petit bonnet, rapidement qualifié de « foulard islamique » par certains, entre autres dans des tracts du Vlaams Blok et du Front national, mais aussi dans une interview de l'élu PS Rachid Madrane: « Je constate qu'il y a des échevins qui portent ou porteront le foulard… C'est par exemple le cas d'une élue Ecolo à Molenbeek, qui couvre ses cheveux ». À ce sujet, elle a déclaré dans une interview : « C'est vraiment un objet vestimentaire, sans plus. Comme le nœud papillon d'Elio Di Rupo. »

## Controverses autour de la façon d'assumer ses fonctions
En 2004, écartée de la constitution de la liste Ecolo aux élections régionales pour cause de non-respect de la clause de rétrocession partielle de ses indemnités de mandataire, elle intervient dans la campagne électorale en émettant un communiqué de presse au nom d'une Union des progressistes musulmans laïcs de Belgique, dont elle semble l'unique membre connue, appelant au boycott électoral du Parti jeunes musulmans, formation islamique belge.
Quelques mois plus tard, elle est convoquée par le secrétariat régional d'Ecolo tant pour s'y voir reprocher la façon dont elle assume ses fonctions que pour fournir des éclaircissements sur les rumeurs de passage au Mouvement réformateur (MR)
Sa candidature sur la liste Ecolo aux communales d'octobre 2006 est refusée, celle de 2000 ayant déjà été obtenue de justesse, vu son problème récurrent de non-rétrocession, son manque de communication, son manque de travail (en partie seulement dû à des problèmes personnels).

## Passage au MR deux mois avant les élections communales
En août 2006, elle annonce officiellement son passage au MR: « Cela s'est décidé récemment. J'ai attendu la fin de mon mandat. J'ai eu des conflits avec certains membres d'Ecolo, mais je quitte le parti en espérant conserver des relations cordiales ». Le secrétaire local d'Ecolo déclare qu'« Il y a un an, nous avons bloqué le passage de Mariem Bouselmati sur notre liste car nous estimions que son bilan de législature était très moyen. Elle n'était jamais joignable, ne venait pas aux AG, même si on a été longtemps indulgent car elle avait des problèmes personnels. On souhaite bonne chance au MR ! C'est tout de même étonnant qu'il veuille changer la majorité en place et qu'il récupère des échevins sortants ! ». Le Collège des bourgmestre et échevins lui enlève immédiatement toutes ses compétences pour les confier à l'autre échevine Ecolo, Myriam Hilgers.
Le 8 octobre 2006, l'ancienne élue Ecolo totalise 287 voix de préférence, un score insuffisant pour obtenir un siège.

## Départ du MR
En septembre 2008, elle quitte le MR et annonce qu'elle siègera désormais en tant qu'indépendante. Elle déclare au quotidien La Dernière heure « Je ne suis plus en harmonie avec le programme MR. J'ai fait le choix de faire une rupture avec le MR et le parti de droite. Mon choix se porte à gauche, où je suis née, pour mettre en avant le social ».

## Adhésion au PS
Elle est mentionnée en juillet 2010 comme mandataire du PS sur le site de ce parti.

## Candidature CDH en 2014
Elle figure en 32e position sur la liste CDH aux élections régionales bruxelloises de 2014.